# Тропик Рака (монумент)
Монумент "Тропик Рака" находится в селе Шуйшан, сельской волости Шуйшан, уезде Цзяи, Тайвань.
Первый монумент был построен на 34-м году правления императора Гуансюй. Нынешнее строение было завершено в 1995 г.
Просвет в монументе обозначает линию тропика Рака, которая проходит через Тайвань.